# With Arms Wide Open
With Arms Wide Open è un brano musicale rock del gruppo musicale Creed, estratto come singolo dall'album Human Clay.

## Descrizione
Scott Stapp ha scritto il brano quando ha saputo di essere sul punto di diventare padre. Il bambino è stato chiamato Jagger. Esistono tre versioni principali del brano. Una è quella presente nell'album; la seconda è la versione accorciata destinata alle radio; la terza è quella del video denominata "String Remix". A settembre 2000, è stato annunciato che i Creed avrebbero pubblicato un'edizione speciale del singolo di With Arms Wide Open, i cui proventi sarebbero andati in favore della fondazione Scott Stapp's With Arms Wide Open Foundation per la "promozione della salute e delle relazioni affettuose fra i bambini e le loro famiglie".
With Arms Wide Open ha raggiunto la vetta della classifica Billboard Hot Mainstream Rock Tracks per quattro settimane nel luglio 2000. Un mese dopo ha raggiunto la vetta anche della classifica U.S. Top 40. Ad ottobre, il brano ha raggiunto la vetta anche della classifica Adult Top 40, dove è rimasto per quattro settimane. L'11 novembre 2000 il singolo è alla fine arrivato alla vetta anche della prestigiosa Billboard Hot 100, dove è rimasto per una settimana. A febbraio 2001, Scott Stapp e Mark Tremonti hanno vinto un Grammy Award alla miglior canzone rock per With Arms Wide Open, che era stata nominata anche come miglior interpretazione rock di un duo o gruppo, premio poi andato a Beautiful Day degli U2. Inoltre il brano è stato posizionato alla posizione numero quattro della classifica di VH1 25 Greatest Rock Anthems ed alla posizione numero tredici della lista delle peggiori canzoni di AOL Radio che definisce il brano "pomposo".

## Video musicale
Il video musicale realizzato per With Arms Wide Open è stato diretto da Dave Meyers e prodotto da Ron Mohrhoff. È stato mandato in onda per la prima volta nella settimana del 12 giugno 2000. Il video mostra Scott Stapp da solo su una collina durante una tempesta di meteoriti.

## Tracce
CD-Maxi Wind-Up WIN 669643 2 (Sony) / EAN 5099766964324
1. With Arms Wide Open (New Version) - 3:45
2. With Arms Wide Open (Album Version) - 4:27
3. With Arms Wide Open (Strings Version) - 3:57
4. Wash Away Those Years - 6:04

CD-Maxi Epic 670 695 2 (Sony) / EAN 5099767069523
1. With Arms Wide Open (New Version)	- 3:42
2. With Arms Wide Open (Strings Version) - 3:55
3. With Arms Wide Open (Acoustic Version) - 3:55
4. With Arms Wide Open (Album Version) - 4:26

## Classifiche
| Classifica (2000)                         | Posizione più alta |
| ----------------------------------------- | ------------------ |
| Australia                                 | 4                  |
| Germania                                  | 42                 |
| Paesi Bassi                               | 75                 |
| Norvegia                                  | 6                  |
| Svizzera                                  | 70                 |
| Regno Unito                               | 13                 |
| U.S. Billboard Hot 100                    | 1                  |
| U.S. Billboard Hot Mainstream Rock Tracks | 1                  |
| U.S. Billboard Hot Modern Rock Tracks     | 2                  |
| U.S. Billboard Hot Adult Top 40 Tracks    | 1                  |
| U.S. Billboard Mainstream Top 40          | 1                  |